# Nikita Pietrow
Nikita Wasiljewicz Pietrow (ros. Никита Васильевич Петров; ur. 31 stycznia 1957 w Kijowie) – rosyjski historyk i działacz praw człowieka, wiceprzewodniczący rosyjskiego Stowarzyszenia „Memoriał”, badającego zbrodnie stalinowskie, doktor filozofii (PhD). Był ekspertem Sądu Konstytucyjnego oraz Komisji Rady Najwyższej Federacji Rosyjskiej do spraw przejęcia archiwów KPZR i KGB przez archiwa państwowe. Autor publikacji naukowych na temat aparatu bezpieczeństwa ZSRR. Pisał m.in. o tzw. operacji polskiej NKWD, fałszowaniu referendum w Polsce w 1946 roku i wyborów 1947 w Polsce oraz o wykonawcach zbrodni katyńskiej. W 2011 roku opublikował nieznany wcześniej rosyjski dokument dotyczący obławy augustowskiej, co ułatwiło śledztwo prowadzone w tej sprawie przez polski Instytut Pamięci Narodowej.

## Wybrane publikacje
- Роль МГБ СССР в советизации Польши, [w:] Сталин и холодная война, Moskwa 1998, ISBN 5-201-00493-8
- Wraz z K. B. Skorkinem, Кто руководил НКВД. 1934–1941. Справочник, Moskwa 1999, ISBN 5-7870-0032-3
- Wraz z A. B. Rogińskim, Польская операция НКВД 1937–1938 гг.
- Wraz z Markiem Jansenem, Stalin's Loyal Executioner: People's Commissar Nikolai Ezhov, 1895–1940. Stanford: Hoover Institution Press, 2002, ISBN 0-8179-2902-9
- „Репрессии в аппарате МГБ в последние годы жизни Сталина 1951–1953”, [w:] Cahiers du monde russe, 2003, No. 44/2–3, str. 403–436
- Первый председатель КГБ Иван Серов, Moskwa 2005, ISBN 5-85646-129-0
- Сталин и органы НКВД-МГБ в советизации стран Центральной и Восточной Европы. 1945–1953 гг., Amsterdam 2008
- Кто руководил органами госбезопасности 1941—1954. Справочник. Составитель Н. В. Петров. 2010.
- По сценарию Сталина: роль органов НКВД-МГБ СССР в советизации стран Центральной и Восточной Европы, 1945–1953 гг., Moskwa 2011, ISBN 978-5-8243-1541-7
- Палачи. Они выполняли заказы Сталина, Moskwa 2011 (wydanie polskie „Psy Stalina”, Warszawa 2012)
- Pietrow N., Psy Stalina. Warszawa. Demart 2012 ISBN 83-7427-824-2
- Pietrow N., Stalinowski kat Polski. Sierow. Warszawa. Demart 2013 ISBN 83-7427-919-2
- Pietrow N., Poczet katów katyńskich, Centrum Polsko-Rosyjskiego Dialogu i Porozumienia, Warszawa 2015 ISBN 978-83-644-8633-3
- Pietrow N., Nowy ład Stalina: sowietyzacja Europy 1945-1953. Warszawa. Demart 2015 ISBN 978-83-7427-990-1

## Odznaczenia
24 marca 2005 roku Prezydent RP Aleksander Kwaśniewski odznaczył Nikitę Pietrowa Krzyżem Kawalerskim Orderu Zasługi Rzeczypospolitej Polskiej za wybitne zasługi w ujawnieniu i udokumentowaniu prawdy o represjach wobec ludności polskiej w ZSRR.